# Bognár Róbert
Bognár Róbert (Braunau am Inn, 1947. május 30. –) József Attila-díjas (2004) magyar író, műfordító, újságíró, szerkesztő.

## Élete
Bognár Róbert Braunau am Innben született 1947. május 30-án Bognár Ferenc és Spuller Irma gyermekeként.
1961 és 1965 között az ELTE Apáczai Csere János Gyakorló Gimnázium és Kollégium diákja, 1965 és 1970 között az ELTE BTK magyar–francia szakos hallgatója volt.
1970 óta műfordító. 1970 és 1971 között a Kölcsey Ferenc Gimnáziumban tanított. 1972-ben a Fémmunkás Híradó segédszerkesztőjeként dolgozott. 1972 és 1974 között a Népszabadság gyakornoka, 1975 és 1977 között a Világ Ifjúsága rovatvezetője, 1977-től 10 évig az Európa Könyvkiadó szerkesztője volt. 1984 óta a Mozgó Világ szociográfiai rovatvezetője, 1987 óta főszerkesztő-helyettese.

## Magánélete
1970-ben házasságot kötött Gergely Ágnessel. Két lányuk született; Bognár Katalin (1972) és Bognár Zsuzsa (1974).

## Színházi munkái

### Szerzőként
- A falu rossza (1999)

### Műfordítóként
- Camus: A félreértés (1979, 1991)
- Ghelderode: Barabbás (1980)
- Queneau: Stílusgyakorlatok 401-től (1982, 1985, 1987, 1992, 1994-1995)
- Popplewell: A szegény hekus esete a papagájjal (1985, 1995, 2007)
- Popplewell: A hölgy fecseg és nyomoz (1985, 1987, 1990, 1995, 2000, 2008)
- Ionesco: Haldoklik a király (1989, 1991)
- Maeterlinck: Szent Antal csodája (1990)
- Ghelderode: Escurial (1990)
- Thomas: Gyilkostársak (1991)
- Molière: Úrhatnám polgár (1992)
- Koltés: Roberto Zucco (1992, 2003)
- Genet: A para/vánok/ (1993, 2000)
- Molière: A fösvény (1994, 1998, 2000, 2007)
- Ionesco: Jacques, vagy a behódolás (1996, 2003)
- Ionesco: A kötelesség oltárán (1996, 2002)
- Reza: Művészet (1997, 2007)
- Kristóf Ágota: Nem fáj! (2002)
- Dumas: A kaméliás hölgy (2002)
- Feydeau-Hannequin: Fogat fogért (2008)
- Marivaux: A szerelem diadala (2010)
- Topor: Albérlet az asztal alatt (2010)
- Reza: Az öldöklés istene (2011)
- Ionesco: Makbett (2011)

## Művei
- Tudósítás Belinből (1973)
- Sziget viharban (ifjúsági ismeretterjesztő, 1979)
- A klinika – Betanítás (két kisregény, 1984)
- A verekedős szellem. Nigériai kalandok (fotó Wirth Péter, 1987)
- A helyzet; sajtóösszeállítás szerk. Tellér Gyula, összeáll. Baló György, szerk. Bognár Róbert, ill. Brenner György; Múzsák, Bp., 1988 (Mozgó világ)
- Váli; interjú Váli Dezsővel Bognár Róbert; Új Mandátum, Bp., 1998

## Műfordításai
- Jean-Marie Gustave Le Clézio: A háború (Regény, 1974, 2008)
- Mouloud Mammeri: Ópium és ököl (regény, 1976)
- Balzac: Eugénie Grandet (regény, Szávai Nándorral, 1976)
- Romain Gary: Előttem az élet (regény, 1977, 1980-1981, 1992, 1999, 2007)
- Lautréamont: Maldoror énekei (prózaeposz, 1981, 1988)
- Jean-Paul Rouland-Claude Olivier: Bájos hekus (bűnügyi regény, 1981)
- V. Villamont: Kisdarázs (regény, 1982, 1992, 2007)
- Raymond Queneau: Az élet vasárnapja (regény, 1982)
- Raymond Queneau: Ikárosz repül (1984)
- Boris Vian: Venyigeszú és a plankton (regény, 1984, 2001, 2008)
- Jean Genet: Drámák (drámák, 1986)
- Louis Pergaud: Gombháború (ifjúsági regény, 1986, 1993, 2010)
- Dumas: Ange Pitou (regény, 1988)
- Raymond Queneau: Stílusgyakorlatok (1988, 1996, 2005)
- Daniel Yonnet: Öldöklő angyalok (regény, 1988)
- Ionescu: Drámák (drámák, 1990)
- André Gide: Ha el nem hal a mag (önéletrajzi regény, 1991)
- Georges Simenon: Az eljegyzés (bűnügyi regény, 1992)
- Marek Halter: Ábrahám emlékezete (regény, 1995)
- Georges Perec: W, vagy A gyerekkor emlékezete (regény, 1996)
- Françoise Sagan: Rejtekutak (regény, Bognár Zsuzsával, 1996)
- Agota Kristof: Trilógia (1. A nagy füzet (1988); 2. A bizonyíték; 3. A harmadik hazugság; Takács M. Józseffel, 1996, 2006)
- Georges Perec: Laterna obscura. 124 álom (1997)
- Boris Vian: Piros fű (regény, 1997, 2007)
- René Goscinny: A kis Nicolas (1998, 2000)
- René Goscinny: Nicolas az iskolában (1998, 2000)
- René Goscinny: Nicolas meg a haverok (1999)
- René Goscinny: Nicolas-nak gondjai vannak (2000)
- Michel Tournier: Eleázár avagy A forrás és a csipkebokor (2000)
- Saint-John Perse: Dicséretek (2000)
- Goscinny: Nicolas nyaral (2000)
- Amélie Nothomb: Hódolattal esengve (2000)
- Georges Simenon: Maigret és a hazudós szeretők (2005)
- Georges Simenon: Maigret és az öreg szerelmesek (2006)
- Georges Simenon: Maigret és a csökönyös leányzó (2007)
- René Goscinny: A kis Nicolas kiadatlan kalandjai (2007, 2010)
- Guy de Maupassant: Szépfiú (2007)
- Georges Simenon: Maigret és a kiugrott felügyelő (2008)
- Raymond Queneau: Mindig agyonkényeztetjük a nőket (2008)
- Guillaume Prévost: Időkönyv (2009)
- Georges Simenon: Maigret és a hajnali vendég (2009)

## Díjai
- Wessely László-díj (1983)
- Az Európa Könyvkiadó Nívódíja (1989, 1991)
- Illyés Gyula-díj (1993)
- Forintos-díj (1996)
- Év Gyermekkönyve díj (1999)
- József Attila-díj (2004)

## Külső hivatkozások
- Életrajza és műfordításai a Műfordítók Egyesületének honlapján
- Bognár Róbert a PORT.hu-n (magyarul)
- Kortárs magyar írók
- Színházi adattár. Országos Színháztörténeti Múzeum és Intézet. (Hozzáférés: 2025. március 19.)